# Фрідріх Церха
Фрідріх Церха (нім. Friedrich Cerha; 17 лютого 1926, Відень — 14 лютого 2023) — австрійський композитор і диригент.

## Життя та творчість
Здобув музичну освіту у Віденській музичній академії у Альфреда Уля (композиція), Ваші Пржигоди і Ґотфріда Файста (скрипка). Навчався також у Віденському університеті (теорія музики, германістика, філософія). У 1956—1958 відвідував Міжнародні літні курси нової музики в Дармштадті. 1958 року спільно з Куртом Швертзіком він створює Ensemble die reihe, за допомогою якого займався популяризацією сучасної музики в Австрії. Крім власне композиторської діяльності, займався також майстерною інтерпретацією творів А. Берґа, А. Шенберґа і А. Веберна; вершиною цієї його діяльності стала постановка опери А. Берґа Лулу, для якої Церха закінчив інструментування 3-ї дії (прем'єра відбулася в Парижі 1979 року).
З 1959 року викладає у віденському Університеті музики і виконавського мистецтва (в 1976—1988 був професором композиції та інтерпретації сучасної музики). Продовжуючи композиторську діяльність аж до глибокої старості, Ф. Церха виступав в першу чергу як автор оркестрових і оперних творів. Тут слід зазначити його пізню оперу, «Велетень з Штейнфельда», написану на замовлення Віденської державної опери, поставлену в червні 2002 року і зустрінуту дуже тепло глядачем. У січні 2006 року успішно пройшла прем'єра Імпульсу (Impulse) для великого оркестру (замовлення Віденської філармонії до її 150-річчя). В даний час Ф. Церха визнаний найбільшим сучасним австрійським композитором, що було підтверджено врученням йому «Золотого лева» на музичному бієналі у Венеції 2006 року.

## Нагороди
- 1964 премія Теодора Кернера
- 1986 Велика Австрійська державна премія з музики
- 2005 Австрійський почесний знак За науку і мистецтво
- 2006 «Золотий лев» музичного бієнале у Венеції
- 2007 Почесний член віденського Товариства друзів музики
- 2008 Золотий знак за заслуги землі Відень
- 2010 Музична премія Зальцбурга
- 2012 Премія Ернста фон Сіменса

## Твори

### Музика

#### Опери
- Ваал / Baal, 1974/81 — текст: Б. Брехта
- Щуролов / Der Rattenfänger, 1987 — текст: К. Цукмаєра
- Завершення незакінченою опери Лулу А. Берга, 1962—78
- Велетень з Штейнфельда / Der Riese vom Steinfeld, 2002 — текст: П. Турріні, 2002

#### Інші твори
- Hommage à Igor Stravinski, 1954
- Relazioni fragili für Cembalo und Kammerensemble, 1956-1957
- Espressioni fondamentali für Orchester, 1957
- Intersecazioni für Violine und Orchester, 1959-1973
- Spiegel I-VII, 1960-72
- Catalogue des objets trouvés für Kammerensemble, 1969
- Langegger Nachtmusik I-III für Orchester, 1969-1991
- Netzwerk, 1981
- Doppelkonzert für Flöte, Fagott und Orchester, 1982
- Requiem für Hollensteiner, 1982/83
- Baal-Gesänge für Bariton und Orchester, 1983
- Requiem für Hollensteiner, текст Томаса Бернгарда, 1983
- Keintaten, 1983 ff.
- Triptychon für Tenor und Orchester, 1983-1997
- Momentum für Karl Prantl, 1988
- 8 Sätze nach Hölderlin-Fragmenten для струнного секстету, 1995
- Jahrlang ins Ungewisse hinab для камерного ансамблю і голоси, 1995-1996
- Lichtenberg-Splitter für Bariton und Ensemble, 1997.
- Im Namen der Liebe für Bariton und Orchester, на вірші П.Турріні, 1999.
- Fünf Stücke für Klarinette in A, Violoncello und Klavier, 1999-2000
- Konzert für Sopransaxophon und Orchester, 2003-2004
- Konzert für Violine und Orchester, 2004
- Trio für Violine, Violoncello und Klavier, 2005
- Berceuse céleste für Orchester, 2006
- Wiener Kaleidoskop für Orchester, 2006
- Auf der Suche nach meinem Gesicht für Sopran, Bariton und Ensemble, 2006-2007
- Malinconia für Bariton und Posaune, 2007
- Konzert für Schlagzeug und Orchester, 2007-2008
- Quintett für Oboe und Streichquartett, 2007
- Like a Tragicomedy für Orchester, 2008-2009
- Bruchstück, geträumt für Ensemble 2009
- Acht Bagatellen für Klarinette und Klavier 2009
- Paraphrase über den Anfang der 9. Symphonie von Beethoven 2010
- Für Marino (gestörte Meditation) для фортепіано 2010
- Zwei Szenen ('Wohlstandskonversation' und 'Hinrichtung') für sieben Vokalisten, 2011